# إقبال بركة
إقبال بركة (1 أبريل 1942 -) هي كاتبة وصحافية مصرية، عرف عنها مناصرتها لحقوق المرأة ووقوفها ضد تهميش دور النساء في المجتمع.

## حياتها ودراستها
هي إقبال عبد الحميد مصطفى محمد بركة ولدت في أبريل العام1942م، حاصلة على درجة ليسانس الآداب في اللغة والأدب الإنجليزي من جامعة الأسكندرية عام 1962م، بتقدير جيد جدا مع مرتبة الشرف، بالإضافة إلى حصولها على ليسانس الآداب في اللغة والأدب العربي من جامعة القاهرة بتقدير جيد جدا عام 1979، هي متزوجة ولها ابن وابنة.

## وظائف عملت بها
عملت إقبال بركة عقب التخرج في كموظفة علاقات عامة في شركة فيليبس، ثم انتقلت لوظيفة مترجمة فورية، وبعد ذلك سافرت إلى الكويت للعمل كمدرسة للغة الإنجليزية. بعد عودتها التحقت بالإذاعة، فعملت كبيرة المذيعات بالإذاعة الموجهة باللغة الإنجليزية عام 1979 م، ثم توجهت إلى الصحافة كمحررة في مجلة صباح الخير التابعة لمؤسسة روزاليوسف. تعترف إقبال بركة في حواراتها بأنها تتلمذت علي أيدي عمالقة في الصحافة المصرية منهم حسن فؤاد وصلاح حافظ وعبد الله الطوخي ومحمود السعدني ورجاء النقاش. اختيرت في يوليو من عام 1993 رئيسة لتحرير مجلة حواء النسائية الصادرة عن دار الهلال.
عندما كانت تعمل كصحفية محررة في مجلة صباح الخير جادلت مفكرين «إسلاميين» حول حقوق الإنسان ووضع المرأة في الإسلام. شاركت في تحرير عدة مجلات عربية منها مجلة صباح الخير ومجلة روز اليوسف ومجلة سيدتي ومجلة اليقظة الكويتية ومجلة الكواكب الفنية. لديها مقالات أسبوعية في عدة صحف مصرية مستقلة منها جريدة الدستور وجريدة نهضة مصر وأيضا جريدة روز اليوسف.و المصور والمصري اليوم والأهالي.

## الإنتاج الأدبي والثقافي
من كتبها ورواياتها: الحجاب - رؤية عصرية، خواطر رمضانية، الحب في صدر الإسلام، المرأة المسلمة في صراع الطربوش والقبعة 2000، الإسلام وتحديات العصر، الفضفضة، عودة إلى الفضفضة 2001، المرأة الجديدة، هي في عيونهم، ومن رواياتها: الفجر لأول مرة، ولنظل أصدقاء إلى الأبد، ليلي والمجهول، تمساح البحيرة، كلما عاد الربيع، يوميات امرأة عاملة، الصيد بحر الأوهام.
كما قامت بتأليف مجموعة من القصص والروايات والتي تحولت إلى تمثيليات نليفزيونية منها: تمساح البحيرة، و«جواز على ورق سوليفان» و«شجرة اسمها الود» و «زوجة رجل مهم» وأحلام أحلام (مسلسل اذاعى من ثلاثين حلقة). كما ألقت العديد من المحاضرات واللقاءات بجامعات الولايات المتحدة وكندا وأوروباوالصين وشاركت في العديد من المؤتمرات في مصر وأوروبا والوطن العربي.
فكرة وسيناريو وتقديم الفيلم الوثائقى «إلى أين» إنتاج اليونيسيف واخراج نبيهه لطفى ويدور موضوعه حول ظاهرة التسرب من المدارس في مصر.
ترجمت مسرحية «جيرترود» للكاتبة الإنجليزية سارة لوسون
أسست المجلة الثقافية «أم الدنيا» ورأست تحريرها من عام 2008- 2011 وكانت تهدف إلى تعزيز الوحدة الوطنية في مصر عن طريق المعطيات الثقافية.

## رأيها في الهجوم عليها من قبل معارضيها
في حوار صحفي لها قالت إقبال بركة في سؤال لها عما إذا كان يقلقها الهجوم الشديد عليها فردت قائلة: «...كلا بل يثير في نفسي الضحك أحياناً لأني أعتبر الأسلوب الذي يلجأ إليه البعض في الرد عليّ يعد من قبيل الطفولة الفكرية والثقافية. أنا أعلن عن أرائي صراحة وأريد أن يبارزني الناس بالفكر والحجة والدليل والبرهان وليس بالسباب والأكاذيب. يرى كثيرون أن مواقفي هذه تدل على الشجاعة ولكن من وجهة نظري فهي نابعة من كوني إنسانة صادقة. وفي رأيي أنه لا يجب أن يخشى الكاتب أبداً المواجهة والخوض في الموضوعات الشائكة بشرط أن يكون مسلحاً بالعلم وبالإيمان الصادق بحرية وعظمة الإنسان».
في ندوة عقدتها لجنة الحريات في حزب التجمع الوطني التقدمي الوحدوي قالت إقبال بركة في انتقادها للأوضاع السياسية والاجتماعية في مصر: «إن الحرية صناعة مصرية لكننا مع الأسف نعاني من وجود وتر شاذ لا يحتمل حرية الفكر خاصة في ظل ذلك الاستبداد السياسي الذي نعيشه».

## العضوية في منظمات وتجمعات
إقبال بركة مشتركة كعضوة ورأست تحرير عدة جمعيات ومؤسسات منها:
- نقابة الصحفيين المصريين.
- نادي القصة.
- جمعية الكاتبات المصريات.
- رئيسة لنادي القلم الدولي «الفرع المصري» ويعود تاريخ إنشاء نادي القلم الدولي إلي فترة أوائل العشرينيات من القرن العشرين قبيل تأسيس هيئة الأمم المتحدة ومصر من الدول المؤسسة لهذا النادي الذي يحظي باعتراف من الأمم المتحدة ومن أهداف النادي كأحد منظمات المجتمع المدني دعم حرية الرأي والتعبير والدفاع عن الكتاب وتفعيل ثقافة الحوار وترسيخ السلام الأهلي.
- مجلس إدارة الاتحاد العالمى للسينمائيات KIWI ومندوبة الاتحاد في الشرق الأوسط وأفريقيا.
- قامت بتأسيس جمعية السينمائيات المصريات، واختارت منصب سكرتير عام الجمعية على أن تتولى رئاسة الجمعية الفنانة القديرة ماجدة الصباحى..
- اتحاد كتاب مصر.
- الجمعية المصرية لكتاب ونقاد السينما.
- جمعية قلوب مصر.

أسست «جمعية زهور مصر» جمعية خيرية لمساعدة أطفال غير القادرين على استكمال التعليم وعدم التسرب من المدارس.
تم انتخابها رئيسة للجنة المرأة في منظمة القلم الدولية.

## الجوائز التي حصلت عليها
شهادات تقدير من جامعة القاهرة وجامعة الإسكندرية وجامعة أسيوط وجامع 6 أكتوبر.
شهادات تقدير من العديد من المنظمات الأهلية والدولية.
- جائزة الدولة للتفوق في الآداب من المجلس الأعلى للثقافة عام 2004م.
- حازت لقب أفضل كاتبة في استفتاء «أوسكار إذاعة الشرق الأوسط» لسنوات عدة.
- في 14/2/1998 م. حاز كتابها الحب في صدر الإسلام على جائزة أفضل كتاب بمعرض القاهرة الدولي للكتاب.

## وصلات خارجية
- موقع الكاتبة الصحفية إقبال بركة
- البديل
- حوار للصحفية إقبال بركة نع جريدة الثورة السورية
- موقع إيلاف